# 88컨트리클럽
88컨트리클럽은 대한민국의 골프장으로 사업자명은 국가보훈처88골프장이다. 88관광개발소속이다.

## 노동쟁의 사건
2008년 갈등이 시작되어 노동쟁의와 복직 소송으로 번졌다. 캐디가 근로기준법상 근로자는 아니지만 노동조합법상 근로자라 대부분을 복직시켜야 한다는 대법원 판결이 나왔다. 특수고용직의 근로자성에 대한 유명 판례가 되었다. 노조 간부 5명은 소송에서 패소했는데 나중에 정년이 지나지 않은 노조 간부 4명은 노조와 사측의 교섭으로 복직하였다.